# Puerto Blanco Dos
Puerto Blanco Dos es una localidad del estado mexicano de Guanajuato. Es parte del municipio de San Luis de la Paz.

## Demografía
| Gráfica de evolución demográfica |
|                                  |

| Censo | Población |
| ----- | --------- |
| 1921  | 24        |
| 1930  | 89        |
| 1940  | 130       |
| 1950  | 143       |
| 1960  | 190       |
| 1970  | 16        |
| 1980  | 301       |
| 1990  | 443       |
| 2000  | 601       |
| 2010  | 767       |
| 2020  | 1 014     |